# Мариенко, Виталий Леонидович
Вита́лий Леони́дович Мариенко (25 февраля 1975 года, Калининград — 17 августа 1999 года, Дагестан) — старший лейтенант, Герой России.

## Биография
Родился 25 февраля 1975 года в г. Калининграде. Мать — Анна Ивановна Мариенко. 
В 1992 году окончил Уссурийское СВУ (45 выпуск) 1 рота 4 взвод. 
В 1997 году окончил Нижегородское высшее военно-инженерное командное училище. Далее для дальнейшего прохождения службы был направлен в Дагестанскую Республику, где служил в должности командира взвода полевого водоснабжения в мотострелковой части.
Службу проходил в отдельном инженерно-сапёрном батальоне 136-й мотострелковой бригады.

## Подвиг
17 августа 1999 года группа разминирования под командованием старшего лейтенанта Мариенко в составе командира и четырёх сапёров получила задачу сопровождать колонну мотострелкового подразделения при выдвижении к рубежу перехода в атаку (первая попытка взять н.п. Тандо). Мариенко получил сильные ранения ответным огнем из гранатометов. Несмотря на это командир предпринял попытку установить мину, после чего до потери сознания давал ответный огонь по боевикам. 
За проявленное мужество и героизм при выполнении воинского долга Указом Президента Российской Федерации старшему лейтенанту Мариенко Виталию Леонидовичу присвоено звание Героя России (посмертно).

## Память
28 декабря 2016 года рейдовому катеру комплексного аварийно-спасательного обеспечения Балтийского флота «РВК-2165» присвоено имя «Виталий Мариенко».
30 мая 2018 года совет депутатов города Калининграда принял решение назвать одну из улиц города именем Виталия Мариенко.
В городе Уссурийск, на территории Суворовского училища установлен бюст героя.
В школе №24 города Калининград установлена мемориальная доска и музейные экспонаты, посвященные Мариенко. 24 января 2019 года со стороны инициативной группы граждан города Калининграда поступил запрос о переименовании школы в честь героя.

## Награды
- Герой России (посмертно)[7]